# Prügel (Altenkunstadt)
Prügel ist ein Dorf mit 149 Einwohnern und Gemeindeteil der Gemeinde Altenkunstadt im oberfränkischen Landkreis Lichtenfels.

## Geografische Lage
Prügel liegt in einer Talsenke am Rande des Maintals im obermainischen Bruchschollenland auf 293–306 m ü. NN. Südlich liegt der Brand-Berg beim Weismainer Gemeindeteil Geutenreuth. Der Ortskern von Altenkunstadt befindet sich rund 2,5 Kilometer nordwestlich von Prügel.

## Geschichte
Gegründet wurde Prügel als Gutshof im frühen Mittelalter. Der Name Prügel, eigentlich Brühl, Brül, Bruel, bezeichnet eine sumpfige Talaue, beziehungsweise eine Feuchtwiese, die sich aufgrund ihrer hohen Artenvielfalt gut zum Jagen und Fischen eignet. Erstmals erwähnt wurde das Gut mit seinen damals drei Anwesen im Jahr 1352. Als Besitzer wurde das Kloster Langheim genannt.
Im Jahr 1406 kam Prügel durch einen Tausch gegen andere, kleinere Güter und ein Aufgeld in den Besitz des Grafen Dietz von Giech. Begründet war dieser Tausch darin, dass das Kloster Langheim Prügel wegen Unwirtschaftlichkeit der Ansiedlung loswerden wollte. In den folgenden Jahrhunderten blieb das Gut bis 1747 im Besitz der Familie von Giech. Anschließend folgten zahlreiche Besitzerwechsel. Im Jahr 1818 bildete der Ort mit Maineck als Gemeindesitz eine Gemeinde. 1880 erwarb der Thüringer Friedrich Hermann Pufe das Gut. Seine Nachfahren bewirtschaften es immer noch.
Am 1. Januar 1974 erfolgte im Zuge der Gemeindegebietsreform die Eingemeindung von Maineck nach Altenkunstadt.

### Einwohnerentwicklung
Die Tabelle gibt die Einwohnerentwicklung Prügels wieder.
| Jahr | Einwohner | Anwesen | Quelle: |
| ---- | --------- | ------- | ------- |
| 1818 | 84        | 18      | [ 6 ]   |
| 1950 | 180       |         | [ 4 ]   |
| 1977 | 140       |         | [ 4 ]   |
| 1987 | 126       |         | [ 7 ]   |
| 2005 | 158       |         | [ 4 ]   |
| 2010 | 145       |         | [ 8 ]   |
| 2011 | 145       |         | [ 9 ]   |
| 2012 | 147       |         | [ 10 ]  |
| 2013 | 149       |         | [ 11 ]  |

## Religion
Von den 149 Einwohnern waren im Juli 2013 ca. 68 % (102) römisch-katholisch, ca. 17 % (25) evangelisch und ca. 15 % (22) andersgläubig bzw. konfessionslos.